# Nahrazování žárovek

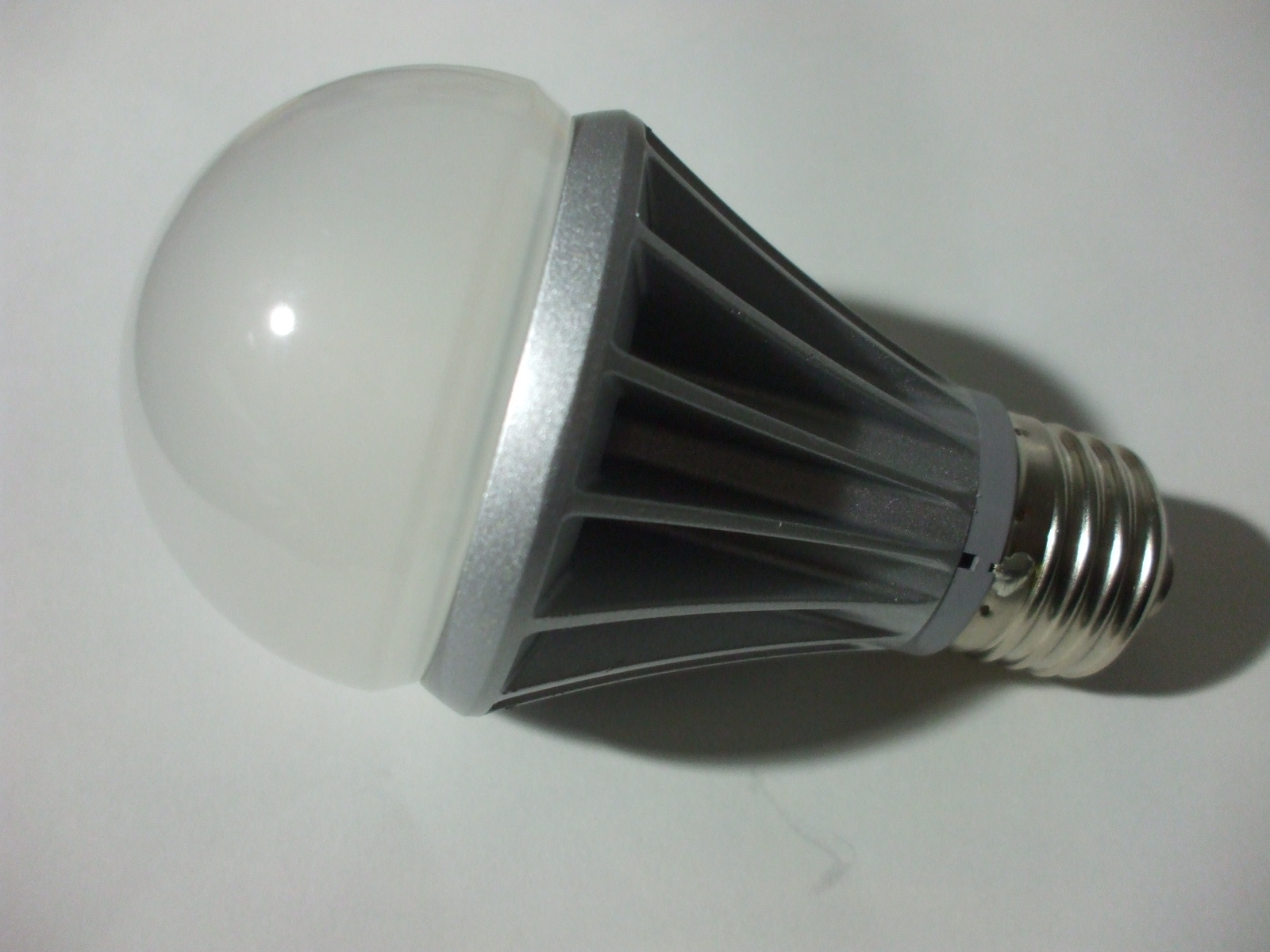
Světelný zdroj založený na LED, starší třída účinnosti A

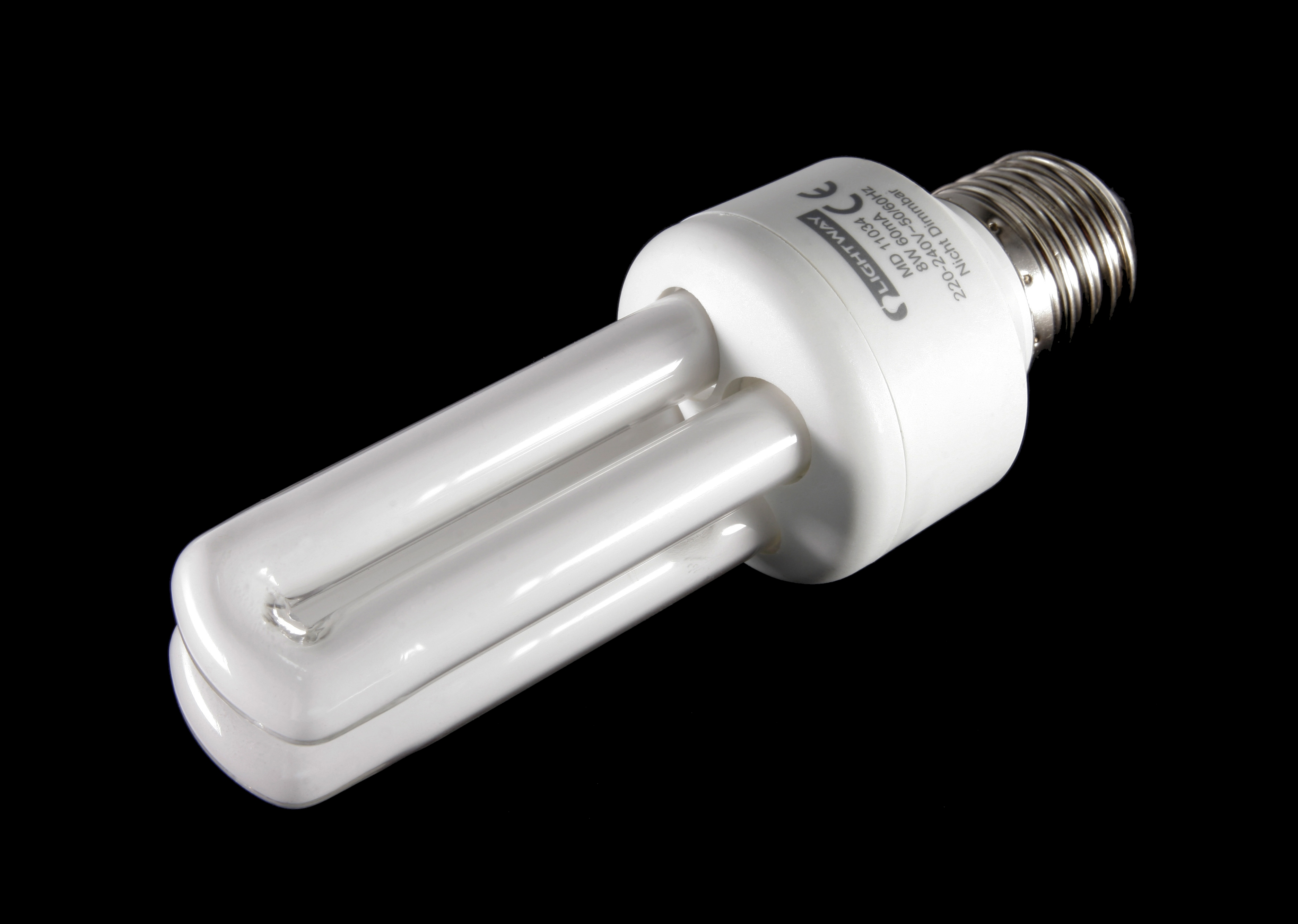
Kompaktní zářivka

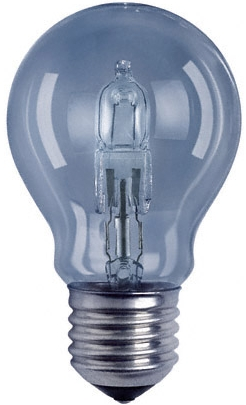
Halogenová žárovka

V řadě států byla schválena určitá podoba zákazu prodeje běžných žárovek. Jeho cílem bylo nahradit žárovky účinnějším zdroji světla, například nejprve zářivkami a později nejčastěji LED žárovkami. Brazílie a Venezuela začaly s odstraňováním žárovek z trhu v roce 2005, Evropská unie, Švýcarsko a Austrálie v roce 2009; Argentina, Rusko a Kanada v roce 2012, Spojené státy americké mezi roky 2012 a 2023. Kanada zakázala prodej žárovek od roku 2015.

## Náhrady
Původní žárovky měly běžně účinnost výkonové přeměny příkon-výkon 13,5 lm/W (lepší u žárovek vyšších výkonů), což např. pro 100 W znamená 1 350 lm světelného výkonu. Běžnou praxí výrobců kompaktních zářivek (jakožto náhrad za žárovky) je uvádění popisu, že „tato úsporná zářivka svítí jako 100 wattová žárovka“. Takový popis spotřebitel vítá, protože laická veřejnost běžně nemá měřítko porovnání. Ovšem výrobci takto označují i trubice, na které i sami zároveň uvádějí hodnoty běžně pod 1 000 lm, čímž se ale sami usvědčují z klamání zákazníků. V rámci zamezení tomuto klamání spotřebitele vydala Evropská unie v Nařízení komise ES 244/2009  tabulku, která určuje, jaký světelný výkon mohou výrobci prohlašovat jako náhradu klasické žárovky:
| Jmenovitý světelný tok světelného zdroje | Jmenovitý světelný tok světelného zdroje | Jmenovitý světelný tok světelného zdroje | Ekvivalentní příkon klasické žárovky |
| Φ [lm]                                   | Φ [lm]                                   | Φ [lm]                                   | [W]                                  |
| ---------------------------------------- | ---------------------------------------- | ---------------------------------------- | ------------------------------------ |
| kompaktní zářivky                        | halogenové žárovky                       | LED a jiné sv. zdroje                    |                                      |
| 125                                      | 119                                      | 136                                      | 15                                   |
| 229                                      | 217                                      | 249                                      | 25                                   |
| 432                                      | 410                                      | 470                                      | 40                                   |
| 741                                      | 702                                      | 806                                      | 60                                   |
| 970                                      | 920                                      | 1 055                                    | 75                                   |
| 1 398                                    | 1 326                                    | 1 521                                    | 100                                  |
| 2 253                                    | 2 137                                    | 2 452                                    | 150                                  |
| 3 172                                    | 3 009                                    | 3 452                                    | 200                                  |

Pro orientační přepočet příkonu mezi klasickou žárovkou a úspornou zářivkou lze použít následující tabulku:
| Klasická žárovka (příkon) | Úsporná zářivka (odpovídající příkon) |
| ------------------------- | ------------------------------------- |
| 25 W                      | 5-7 W                                 |
| 40 W                      | 8-10 W                                |
| 60 W                      | 14-15 W                               |
| 75 W                      | 18 W                                  |
| 100 W                     | 23 W                                  |

Na trhu je už ale spousta světelných zdroů - LED žárovek  – ty mají oproti kompaktním zářivkám mnohem delší životnost, větší mechanickou odolnost a větší energetickou účinnost, ve standardním edisonově závitu E27 i přes 200 lm/W.

## Kuba, Kanada, Austrálie, USA
Prvním státem, kde byly žárovky skutečně zakázány, je Kuba, kde se od roku 2007 už nesmí používat.
V dubnu 2007 kanadská vláda oznámila, že do roku 2012 hodlá zakázat klasické žárovky a tím přispět ke snížení emisí oxidu uhličitého. Žárovky o výkonu 75 W a více bylo zakázáno vyrábět od roku 2014, od roku 2015 byl zákaz rozšířen i na žárovky o výkonu 40 W a 60 W.
Austrálie v květnu 2007 schválila zákaz prodeje žárovek, který vstoupil v platnost v roce 2009.
USA připravovaly zákaz od roku 2007, měl vstoupit v platnost v letech 2012 až 2014. Byl však odkládán a v roce 2019 jej prezident Trump zamítl. Nakonec však byl prosazen, od srpna 2023 je zakázáno vyrábět a prodávat klasické žárovky.

## Evropská unie
V Evropské unii bylo schváleno nařízení Evropské komise (založené na směrnici Evropského parlamentu o ekodesignu výrobků), která zakáže žárovky (přesněji světelné zdroje s horší než definovanou energetickou třídou) ve schváleném časovém harmonogramu, začínajícím v září 2009 - v prosinci 2008 se na tom shodli národní experti Evropské komise a proti návrhu se nepostavil ani Evropský parlament, který na to měl lhůtu do 15. března 2009. Dne 17. února 2009 bylo hlasováno ve Výboru pro životní prostředí o pozastavení návrhu, to nebylo výborem schváleno (14 hlasů pro, 44 proti). Nařízení se týká pouze všesměrových žárovek pro běžné použití; na žárovky směrové (reflektorové apod.) se má vztahovat samostatný předpis, žárovky pro speciální účely zatím zakázány nebudou. Eurokomisař Andris Piebalgs, v té době zodpovídající za energetickou politiku EU, proslul výrokem na adresu zákazu žárovky: „Evropským domácnostem zůstane stejná kvalita osvětlení, přitom ale ušetří energii, oxid uhličitý i peníze.“ Jeho mluvčí Ferran Tarradellas situaci okolo zákazu žárovek komentoval německým novinářům tak, že při svých cestách s komisařem po Evropě nikde žádné demonstrace za původní žárovky neviděl: „Kameny po nás taky ještě nikdo neházel. Evropané stojí za námi.“.

### Časový harmonogram
Nařízení definuje následující časový harmonogram zákazu prodeje:
1. Světelné zdroje s neprůhlednou (matnou, bílou, mléčnou...) baňkou jsou od 1. září 2009 všeobecně zakázány, pokud nespadají do energetické třídy A.
2. Od stejného data jsou zakázány také čiré (průhledné) světelné zdroje, které mají buď příkon 100 W a vyšší a patří do horší energetické třídy než C, anebo mají nižší příkon, ale patří do horší třídy než E.
3. V ročních intervalech se zákaz posouvá ke světelným zdrojům nižších příkonů (v roce 2010 zákaz pro čiré žárovky o příkonu 75 W a vyšším, v roce 2011 60 W) a v září 2012 budou zakázány veškeré světelné zdroje pro běžné osvětlování, které budou patřit do horší třídy než C.
4. Od září 2013 vstoupí v účinnost další úroveň funkčních požadavků uvedených v nařízení.
5. Během roku má dojít k revizi nařízení (níže uvedený čas platí, pokud směrnice nebo nařízení nebudou změněny).
6. Od září 2016 budou zakázány světelné zdroje spadající do energetických tříd horších než B (kromě výjimek - speciálních halogenových žárovek, které budou spadat do třídy C).

### Ústup od žárovek

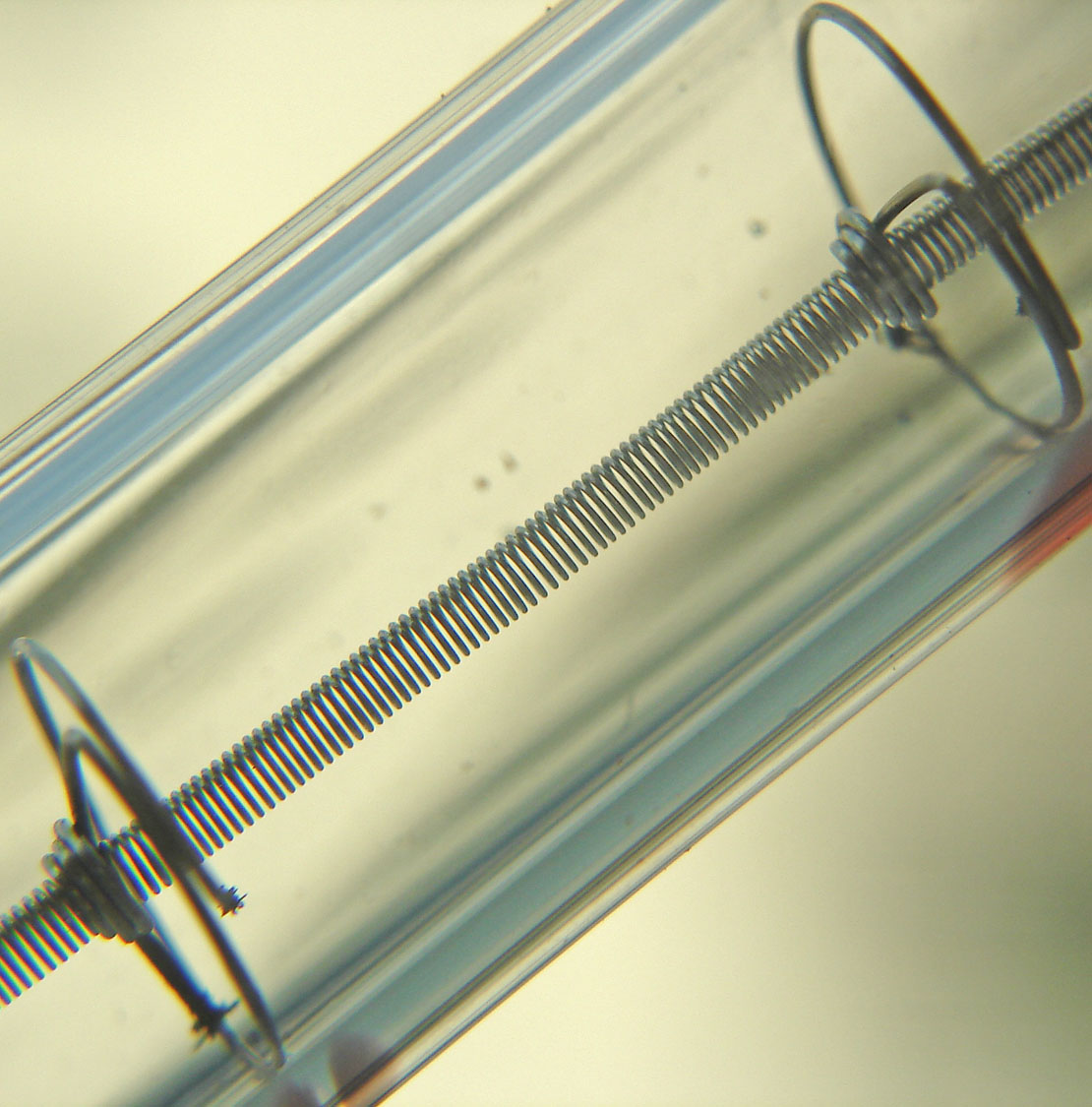
Wolframové vlákno v halogenové žárovce

V březnu 2009 přijala Evropská komise doporučení o regulaci světelných zdrojů, které se používají v domácnostech. Od roku 2009 do roku 2012 byly postupně staženy klasické žárovky a byly nahrazovány efektivnějšími zdroji světla. V září 2009 byla zahájena regulace světelných zdrojů, které se používají v domácnostech. Začala tak postupná výměna, která se nejvíce dotkne klasických žárovek. Od tohoto data nebylo již možné v EU vyrábět či do EU dovážet žádné matné (neprůhledné) světelné zdroje s horší energetickou třídou než A. [zdroj?]
Také halogenových žárovek se týká směrnice o ekodesignu a související nařízení Evropské komise. Od září 2009 má být zakázán prodej halogenových žárovek s příkonem nad 80 W, pokud nebudou mít energetickou třídu alespoň C. U dnes prodávaných halogenových žárovek je běžně energetická třída D.
Nicméně i v roce 2016 jsou žárovky s čirým sklem v českých obchodech zcela běžně dostupné, pouze jsou označené jako otřesuvzdorné, pro průmyslové požití, nebo nedokonalá topná tělesa (část příkonu se přeměňuje na světlo).